# Arda da Arménia

Arda da Arménia (m. Constantinopla, após 1117) foi a segunda esposa do cruzado Balduíno de Bolonha e a primeira consorte do Condado de Edessa e do Reino de Jerusalém, uma vez que a primeira esposa de Balduíno faleceu antes da sua subida ao condado e ao trono. 

## Biografia
O seu nome não se encontra em fontes da época das cruzadas, mas desde o século XVII tem tradicionalmente vindo a ser chamada de Arda. Era filha de um pequeno nobre arménio chamado Teodoro (ou Thoros, ou Thathoul), senhor de Marach (actual Kahramanmaraş). É possível que ele fosse irmão de Constantino, Senhor de Vaghka e Partzerpert, mas não há evidências do parentesco.
Casou-se com Balduíno em 1097, depois da morte da primeira esposa deste, Godehilde, que o acompanhara na Primeira Cruzada. Pelo seu casamento, Teodoro prometeu 60.000 bezantes (moedas de ouro) como dote, dos quais apenas 7.000 foram pagos. Este foi um casamento político, uma vez que Balduíno era o primeiro conde de Edessa, um estado cruzado em território arménio, na Mesopotâmia.

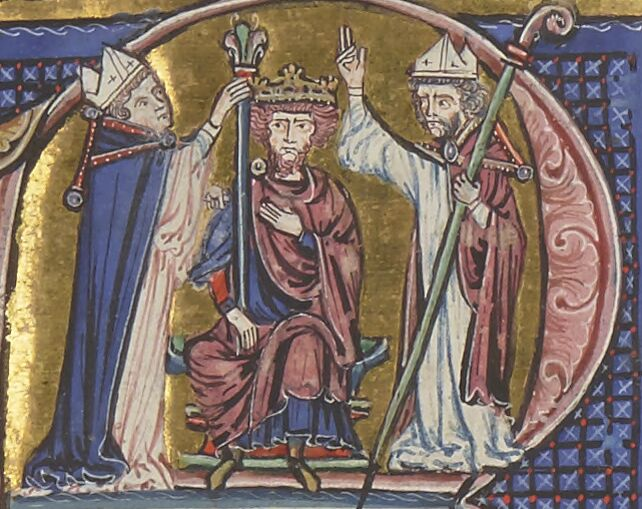
Coroação de Balduíno I de Jerusalém, Histoire d'Outremer, século XIII, na Biblioteca Nacional de França, Paris.

Quando o seu esposo sucedeu ao irmão como rei de Jerusalém em 1100, Arda não o acompanhou imediatamente; viajou por mar e chegou provavelmente no ano seguinte. Em 1108 Balduíno abandonou Arda, devido à infidelidade desta ou, segundo o historiador beneditino Guiberto de Nogent, ao seu estupro por piratas a caminho da Cidade Santa.
No entanto, parece mais provável que esta esposa simplesmente não tinha utilidade política em Jerusalém que, ao contrário de Edessa, não tinha população arménia. Para além disso, Teodoro de Marach teria pago apenas uma pequena parte do dote, e Arda não teve filhos. Fulquério de Chartres, o cronista das cruzadas que acompanhou Balduíno, nem menciona o assunto, o que provavelmente significa que o rei não tinha motivos legítimos para anular o matrimónio. Em vez disso, terá simplesmente forçado Arda a entrar para um mosteiro dedicado a Santa Ana em Jerusalém. Mais tarde Arda conseguiu a sua libertação e foi para Constantinopla, para onde o seu pai fugira quando as suas terras foram tomadas por Edessa.
Em 1112 Balduíno pretendeu casar-se com Adelaide del Vasto, viúva de Rogério I da Sicília e regente do seu filho Rogério II da Sicília. Apesar de também acabar por não gerar descendência, esta trouxe um dote considerável para o tesouro do reino e a preciosa ajuda dos sicilianos. Este casamento foi realizado, apesar de o rei entrar em condição de bigamia, uma vez que ainda estava legalmente casado com Arda.
De facto, o patriarca Arnulfo de Chocques foi deposto por ter sancionado a união, mas o papa Pascoal II repô-lo no patriarcado em 1116, com a condição que o casamento fosse anulado. Balduíno concordou e tentou trazer a legítima esposa de volta ao seu reino, mas Arda nunca voltou e o rei morreu em 1118.